# Barbara Gordon
Barbara Gordon es una superheroína ficticia que aparece en los cómics estadounidenses publicados por DC Comics, comúnmente en asociación con el superhéroe Batman. El personaje fue creado por el productor de televisión William Dozier, el editor Julius Schwartz, el escritor Gardner Fox y el artista Carmine Infantino. Dozier, el productor de la serie de televisión Batman de la década de 1960, le pidió a Schwartz que llamara a una nueva contraparte femenina del superhéroe Batman, que podría introducirse en la publicación y la tercera temporada del programa simultáneamente. Posteriormente, el personaje hizo su primera aparición en un cómic como Batgirl en Detective Comics # 359, titulado "¡El debut de Batgirl en un millón de dólares!" (enero de 1967), de Fox e Infantino, lo que le permitió ser introducida en la serie de televisión, interpretada por la actriz Yvonne Craig, en el estreno de la temporada 3 "Enter Batgirl, Exit Penguin", en septiembre de ese mismo año.
Barbara Gordon es la hija del comisionado de policía de Gotham City, James Gordon, la hermana de James Gordon Jr., e inicialmente trabaja como directora de la Biblioteca Pública de Gotham City. Aunque el personaje apareció en varias publicaciones de DC Comics, apareció de manera destacada en Batman Family, que debutó en 1975, se asoció con el Robin original, Dick Grayson. En 1988, tras el retiro editorial del personaje Batgirl del personaje en Batgirl Special # 1, la novela gráfica Batman: The Killing Joke muestra al Joker disparándole a través de la médula espinal en su identidad civil, lo que resulta en paraplejía. En historias posteriores, el personaje se restableció como asesora técnica, experta en informática y corredora de información conocida como Oráculo. Proporcionando inteligencia y servicios de piratería informática para ayudar a otros superhéroes, hace su primera aparición como Oráculo en Escuadrón Suicida # 23 (1989) y más tarde se convirtió en protagonista de la serie de cómics Birds of Prey. Volviendo al personaje a su personaje de Batgirl, DC Comics relanzó sus títulos de cómics en 2011 durante el evento The New 52, presentándola en el título mensual homónimo de Batgirl y Birds of Prey. Estos cambios se mantuvieron para el segundo relanzamiento general de la compañía en 2016 conocido como DC Rebirth.
El personaje fue una figura de cómic popular durante la Edad de plata de las historietas, debido a sus apariciones en la serie de televisión Batman y su exposición continua a los medios. Ha alcanzado una popularidad similar en la Edad Moderna de los Cómics bajo la publicación Birds of Prey y como icono discapacitado. El personaje ha sido objeto de análisis académico sobre los roles de las mujeres, las bibliotecarias y las personas con discapacidad en los principales medios de comunicación. Los eventos de The Killing Joke, que provocó la parálisis del personaje, así como el restablecimiento de su movilidad, también ha sido objeto de debate entre escritores, artistas, editores y lectores de cómics. Los puntos de vista van desde el sexismo en los cómics hasta la visibilidad limitada de los personajes discapacitados y la practicidad de las discapacidades que existen en un universo ficticio donde la magia, la tecnología y la ciencia médica superan las limitaciones del mundo real.
Como Batgirl y Oráculo, Barbara Gordon ha aparecido en varias adaptaciones relacionadas con la franquicia de Batman, que incluyen televisión, películas, animación, videojuegos y otros productos. Aparte de Craig, el personaje ha sido interpretado por Dina Meyer y Jeté Laurence, y ha sido interpretado por Melissa Gilbert, Tara Strong, Danielle Judovits, Alyson Stoner, Mae Whitman, Kimberly Brooks y Briana Cuoco, entre otros. Barbara Gordon aparece en la tercera temporada de la serie Titanes de HBO Max como la nueva comisionada de Gotham City interpretada por Savannah Welch. Ella iba a aparecer en el Universo extendido de DC y en solitario en la película de HBO Max, Batgirl interpretada por Leslie Grace, aunque finalmente su película fue cancelada.
En 2011, ocupó el puesto 17 en el "Top 100 de héroes de cómics" de IGN.

## Creación
En 1967, los productores de la comedia televisiva Batman de los años '60, le pidieron al editor de DC Comics Julius Schwartz, que fuera creada una heroína que acompañara al dúo y así atraer audiencia femenina a la tercera temporada de la serie. El dibujante Carmine Infantino fue el encargado de dibujar a la heroína, la cual fue presentada en el cómic "The Million Dollar Debut of Batgirl" (Detective Comics #359, 1967) como la joven hija bibliotecaria del Comisario Gordon transformada casualmente en Batgirl al asistir a una fiesta de disfraces de la Policía de Gotham. Ese mismo año, el personaje debutó en la serie televisiva, representada por la actriz Yvonne Craig.
Dos décadas más tarde, Frank Miller eliminó al personaje en Batman: año uno como hija de Gordon, por lo cual el origen de "Babs" debió ser alterado para ser reinsertado en el Universo DC.

## Nuevo Origen
En el origen dado a Babs Gordon posterior a Batman: año uno, el personaje es cinco años más joven que en la anterior versión, acercándose más a la edad de Dick Grayson que a la de Bruce Wayne. Por otro lado, la esposa de Gordon también se llama Barbara y el matrimonio tiene un bebé llamado James.
El detective James Gordon vivía un matrimonio con muchas dificultades con su esposa Barbara Kean (Barbara Eileen, según otros guionistas) y su pequeño hijo Jim. A su vez, la adolescente Barbara Gordon ya había experimentado demasiadas tragedias en su vida, perdiendo a sus padres en un accidente de coche, debiendo irse a vivir a Gotham para ser adoptada por su tío Jim. Aquí verá como el matrimonio de los Gordon terminará en un horrible divorcio. La exesposa de Gordon y el pequeño Jim partirían a vivir a Chicago. Mientras la mitad restante de la familia quedaría viviendo en Gotham. A partir de aquí la historia vuelve a ser similar a la de 1967: Babs decide asistir a una fiesta de disfraces vestida como una versión femenina de su héroe, Batman, se suponía que sólo fuera una noche de diversión. Entonces presencia como Bruce Wayne era atacado por Killer Moth, un supervillano uniformado. Ella detuvo al malvado y salvó al playboy multimillonario sin mayor esfuerzo, y decidió que había descubierto su vocación.
Sus primeras aventuras como Batgirl fueron toscas, pero eso no la detuvo; su extraordinaria inteligencia, excelentes habilidades físicas por naturaleza y gran entusiasmo compensaron su carencia de estudio formal.
Sin embargo, con los años, Barbara se sintió cada vez menos satisfecha por su rol como Batgirl, y finalmente se retiró. Fue entonces que el Joker apareció en su casa disparándole en la columna vertebral, para terminar dejándola paralítica.
Los cómics que cuentan gran parte de toda esta historia son básicamente dos: Batgirl: año uno, escrito por Chuck Dixon el 2003 y Batman: The Killing Joke escrito por Alan Moore en 1988.

## Oráculo
A pesar de que su columna vertebral fuera lesionada por la bala del Joker, Barbara Gordon se negó a renunciar. Reconociendo que ya no podía ser la clase de superheroína que había sido, dedicó en cambio todo su tiempo a desarrollar uno de los sistemas informáticos más complejo y poderoso del mundo y se dispuso a trabajar acumulando información, renombrándose como “Oráculo”. Bendecida con una memoria fotográfica, Barbara lee docenas de los diarios y revistas más importantes del mundo. También está constantemente reuniendo información de otras fuentes menos públicas, como ser la red informática de la CIA, el FBI, NSA e INTERPOL (sin conocimiento ni consentimiento de parte de ellos).
Oráculo ha demostrado ser un recurso de enorme valor para Batman y sus aliados, y también incontables superhéroes, de los cuales muy pocos saben algo de la persona detrás del nombre. Canario Negro, particularmente, se ha convertido en una compañera cercana con los años, forjando ellas una amistad reforzada por sus muy diferentes personalidades.

## Renacimiento

### Más allá de Burnside
Después de derrotar a Fugue, Barbara decidió tomarse unas vacaciones en Japón. Sin embargo, esto se convirtió en algo más que relajante cuando se encontró con Kai, un viejo conocido suyo que se había metido en problemas con varias bandas criminales asiáticas. Batgirl lo salvó, pero no estaba emocionada de que Kai usara su identidad civil para protegerse, y le dijo que nunca más molestara a "Barbara" antes de regresar a Gotham.

### El regreso de las aves rapaces
Barbara descubrió que alguien estaba usando su antigua identidad de "Oráculo" y se alistó con la ayuda de Black Canary y la Cazadora para cazar a esa persona.

### Hijo del Pingüino
De vuelta en Burnside, Batgirl descubrió que el hijo bastardo del Pingüino, Ethan estaba estableciendo una tienda en la ciudad, inundando a Burnside con aplicaciones móviles sin sentido como parte de un plan para hacerse cargo del lugar y destruir a su padre. A pesar de su traje tecnológico, no era rival para Batgirl.

### La zona fantasma
Rastrear a un villano llevó a Batgirl a National City donde conoció a Supergirl. El héroe más joven pidió ayuda a Bárbara para entrar en un sitio negro de Cadmus y rescatar a un telépata preso llamado Gayle Marsh (Psi). Barbara y Kara se unieron para liberar a Gayle, pero Gayle usó Supergirl para entrar en la Zona Fantasma. Ambas heroínas lograron escapar, pero estuvieron de acuerdo en que la historia no había terminado.
Varios días después, Barbara asistió a una exposición de energía limpia en National City patrocinada por TychoTech, una empresa que utilizó tecnología kryptoniana robada del DEO para crear un dispositivo alimentado por energía extraída de la Zona Fantasma. Durante la inauguración, Barbara volvió a encontrarse con Supergirl, y la Chica de Acero la reconoció de inmediato. Magog atacó a Supergirl durante el evento y su batalla rompió el dispositivo. Tanto Batgirl como Supergirl fueron arrojados a la Zona. Allí fueron capturados por Xa-Du, el primer recluso de la Zona Fantasma. Xa-Du había capturado a Psi, con la intención de obligarla a abrir una grieta para escapar de la Zona, pero se encerró en una burbuja psiónica. Por lo tanto, Xa-Du estaba hirviendo otros Phantom Zoners terminó y convirtió sus almas en combustible para su armadura con el fin de hacerse lo suficientemente poderoso como para romper el caparazón de Psi. Batgirl y Supergirl lograron escapar, y mientras Supergirl alcanzó a Psi, Batgirl se involucró con Xa-Du. Ambas chicas lograron derrotar al villano y Psi las envió de vuelta a casa. Después de su aventura, Barbara y Kara se elogiaron, y Barbara le aseguró a Kara que podía pedirle ayuda cuando la necesitara.

## Poderes y habilidades

### Arte marcial
Según la biografía ficticia del personaje, Barbara Gordon se entrenó en Judo, Kung Fu, Eskrima, Karate y Jūjutsu ganando cinturones negros antes de su mandato como Batgirl y se describe como una "atleta estrella". Tras los eventos de The Killing Joke, Barbara Gordon continuó entrenando en artes marciales como Oráculo, a pesar de estar paralizada de cintura para abajo. Tiene amplias habilidades con eskrimapalos de combate y armas de fuego pequeñas y batarangs.
Además, guarda un par de palos de eskrima guardados en los apoyabrazos de su silla de ruedas como contingencia. En la continuidad revisada de The New 52, reflexiona sobre el hecho de que ha estado tomando entrenamiento de defensa personal desde los 6 años en Batgirl # 0 (2012).

### Inteligencia y habilidad tecnológica
Gordon cuenta con una inteligencia elevada, al nivel de un genio y, naturalmente, posee una memoria fotográfica. Gail Simone la describe como el miembro más inteligente de la familia Batman y entre todos los personajes que han operado en Gotham City. Antes de la carrera del personaje como justiciero, Barbara Gordon desarrolló muchas habilidades tecnológicas, incluido un vasto conocimiento de computadoras y electrónica, habilidades expertas como hacker y capacitación de posgrado en ciencias bibliotecarias. Al igual que Batman, Barbara Gordon utilizó originalmente una amplia variedad de dispositivos y dispositivos electrónicos durante sus primeras aventuras como Batgirl. Estos incluían un escáner de infrarrojos integrado en la capucha de su disfraz, varias armas inspiradas en murciélagos y el Batcycle. Según Gail Simone, Oráculo mantiene el control sobre los 12 satélites tecnológicamente avanzados que fueron creados por Lex Luthor durante su mandato como Presidente de los Estados Unidos.

### Agente de información
Como Oráculo, Barbara Gordon puso sus considerables habilidades y conocimientos a disposición de muchos de los héroes del Universo DC. Es una hacker experta, capaz de recuperar y dispersar información de satélites privados, instalaciones militares, archivos gubernamentales y las propiedades de Lex Luthor. Batman, él mismo un genio con una amplia base de conocimientos y acceso a vastos recursos de información, consulta rutinariamente a Oracle para obtener ayuda. El escritor y editor Dennis O'Neil, quien estableció por primera vez a Oracle como el igual intelectual y fuente de información de Batman, declaró que "era lógico que ella estuviera allí en el mundo de Batman... Batman necesitaría a alguien así".

## Apariciones en otros medios

### Televisión

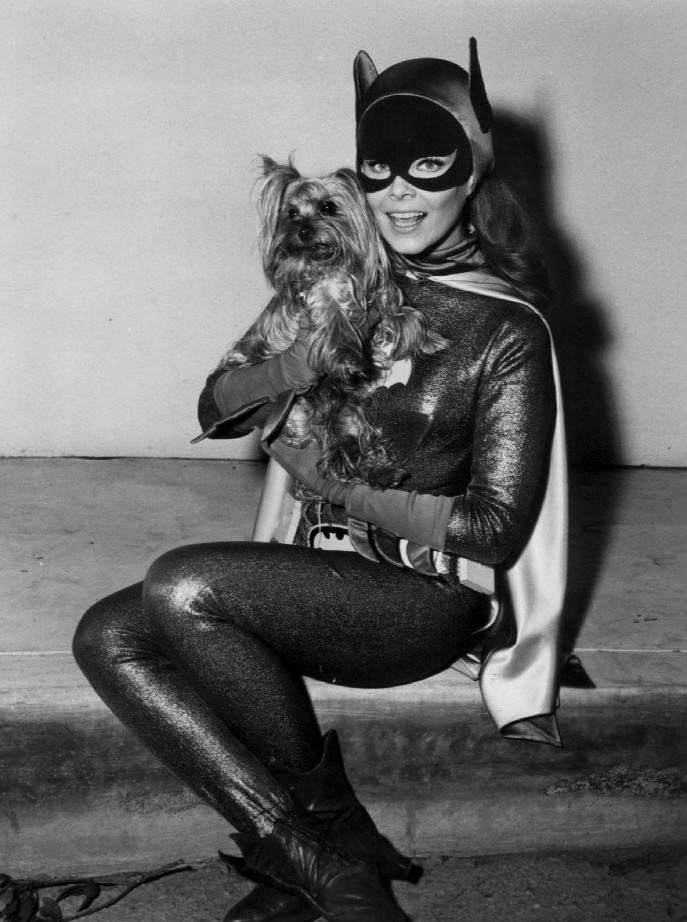
Yvonne Craig como Batgirl/Barbara Gordon (1967)

Batman (1967): En 1967 Barbara Gordon (En países de habla hispana, Bárbara Fierro), aparece en la serie televisiva Batman, interpretada por la actriz Yvonne Craig. Se destaca además, que en su traducción mexicana, el personaje era doblado por la actriz María Antonieta de las Nieves.
Batman: la serie animada (1992): A principios de la década de los 90, Barbara aparece circunstancialmente en algunos capítulos de la serie animada de Batman.
Batman Beyond (1999): Aparece en Batman Beyond (Batman of the Future, Batman del Futuro), como la nueva comisionada remplazando a su padre, James Gordon, y ayudando a Terry McGinnis, el nuevo Batman, en esta serie Barbara está casada con el fiscal del distrito de Gotham Sam Young.
Birds of Prey (2002): El año 2002 aparece en la serie, Birds of Prey. Aquí es interpretada por la actriz Dina Meyer y protagoniza la serie en su rol de Oráculo, aunque en flashback también se le muestra como Batgirl.
The Batman (2004): En esta serie animada, aparece a partir de la tercera temporada de The Batman como una adolescente estudiante de instituto que siente admiración por Batman y decide convertirse en su ayudante en la lucha contra el crimen. Ella ayuda al Caballero Oscuro con numerosos casos, demostrando ser una aliada de confianza, hasta que en el episodio "Thunder", después de la derrota de Maxie Zeus, Batman le da nuevos armamentos y la aceptó como compañera. En la cuarta temporada, episodio "Team Penguin" ella conoce a Dick Grayson/Robin como segundo compañero. Al decidir que necesitaban capacitación para trabajar en equipo y aprender a confiar más el uno en el otro, el trío comparte sus identidades secretas (pero Batgirl se resiste a revelar la suya, así que Batman lo hace por ella) y comienza a entrenar. Ella y Robin desarrollan una relación de hermanos a lo largo del programa y se molesta cuando Robin se refiere a ella como "Babs". En la quinta temporada, episodio "Artifacts" presenta su encarnación adulta en silla de ruedas (en circunstancias desconocidas) usando su identidad de Oracle. En el episodio "Attack of the Terrible Trio", se revela que Barbara se graduó de Gotham High School a una edad temprana y se matriculó en la Universidad de Gotham. En el final de la serie de dos partes, ella y Robin una vez más se unen a la batalla contra The Joining con la Liga de la Justicia después de que perdieron sus poderes. Después de que The Joining es derrotado una vez más, ella y Robin discuten la idea de formar su propia Liga de la Justicia juvenil.
DC Super Hero Girls (2015): Aparece en esta serie web DC Super Hero Girls con Tara Strong, donde es una estudiante de Super Hero High, es una genio extremadamente inteligente. Ella es una tomboy y le encanta investigar criminales. El personaje aparece en la serie de televisión del mismo nombre, con Tara Strong retomando su papel. Su traje de Batgirl es una vez más púrpura con detalles en oro. Es conocida por ser alegre y francamente optimista. Ella es la que quiere que todos se lleven bien y a menudo es vista como la "animadora" en el grupo debido a su entusiasmo contagioso y entusiasmo por la vida. Sin embargo, ella es una fanática y su naturaleza ambiciosa la hace destinada a ser la futura compañera de Batman. También es una creadora creativa de problemas y usará su creatividad y su pensamiento sorprendentemente analítico para detener a los malos y ser el pegamento en sus amistades. Ella es similar a Tigger, un personaje de Winnie The Pooh, en términos de ser hinchable, saltarina, amante de la diversión.
Gotham (2019): En la última temporada de la serie Gotham, Barbara Lee Gordon se muestra como el bebé de Jim Gordon y su ex prometida Barbara Kean, nombrada por esta última en honor a ella y a la esposa de Jim, la Dra. Lee Thompkins. Sus padres comparten la custodia de ella. Ella aparece en el episodio final interpretado por Jeté Laurence.
Harley Quinn (2020): Una estudiante universitaria en el episodio de la segunda temporada "Riddle U", donde ayuda a Harley y Poison Ivy a derribar el Acertijo y se la ve haciendo su propio disfraz de Batgirl.
Titanes (2021): Barbara Gordon aparece en la tercera temporada de la serie, Titanes como policia en Gotham tratando de atrapar al criminal Red Hood.

### Cine
- Si Tim Burton dirigía la tercera entrega Batman Continues, Bárbara Gordon habría aparecido en la película que jamás salió: Batman Trump (incluyendo otras películas dirigidas y/o producidas por Él mismo).
- Batman & Robin (1997): En la película Batman & Robin (1997) de Joel Schumacher, aparece un personaje, basado en Barbara Gordon, pero llamada Barbara Wilson. Ella es una sobrina de Alfred Pennyworth, acostumbra a competir en carreras de motos y al encontrar la Baticueva en la Mansión Wayne, decide transformarse en Batgirl. Este personaje es interpretado por la actriz Alicia Silverstone.
  - Esta versión de Batgirl habría regresado en la película cancelada (por el fracaso de Batman & Robin) Batman Unchained (1999) de Joel Schumacher.

### Trilogía de Christopher Nolan
- The Dark Knight (2008): En The Dark Knight hace dos cameos como una niña, el primero cuando informan a Barbara Kean sobre el "asesinato" de James y el segundo cuando Dos Caras la atrapa junto con su madre y su hermano. Es interpretada por Hannah Gunn.
- The Dark Knight Rises (2012): Antes de los acontecimientos de The Dark Knight Rises, Barbara Kean se separa de Jim Gordon (Gary Oldman) y se lleva a los hijos (Jim Gordon Jr y Bárbara Gordon).

### Universo extendido de DC
- Barbara Gordon / Batgirl iba aparecer en la película dirigida, producida y protagonizada por Ben Affleck, The Batman. Durante el clímax de la película habría ayudado a Batman a luchar contra Deathstroke.
- En marzo de 2017, se anunció que Joss Whedon estaba en conversaciones para escribir, dirigir y producir una película de Batgirl como parte del Universo extendido de DC.[9] Whedon debía comenzar la producción de la película en 2018,[10] pero abandonó el proyecto en febrero de 2018.[11] En abril de 2018, después de impresionar al estudio con su trabajo en la película Birds of Prey, Christina Hodson también fue contratada como guionista de Batgirl[12] En mayo del 2021, se anunció que el dúo Adil El Arbi y Bilall Fallah dirigirán la película.[13] El 21 de julio de 2021, se confirmó que Leslie Grace fue elegida como Barbara Gordon / Batgirl.[14] Batgirl estaba programada para ser estrenada en algún momento en 2022 en HBO Max, pero fue cancelada.

### Películas animadas
2016. The Killing Joke (película animada): En 2016 aparece en la película animada Batman: The Killing Joke, adaptación del cómic del mismo nombre, con voz de Tara Strong.
2017. The Lego Batman Movie (película animada): Aparece como uno de los personajes principales del bando de Batman, empeñada en hacer que el cuerpo de la policía de Gotham y Batman trabajen juntos, tratando de alejar a Batman del trabajo solitario y enseñándole personalmente a trabajar en equipo. La voz del personaje corresponde a la actriz Rosario Dawson.
2019. Batman vs. Teenage Mutant Ninja Turtles: En la película cruzada de 2019 Batman vs. Teenage Mutant Ninja Turtles, Batgirl (con la voz de Rachel Bloom) juega un papel importante como científica y luchadora contra el crimen. Ella se encuentra con las Tortugas durante un robo por el Clan del Pie y erróneamente cree que son los ladrones. Más tarde forma un vínculo cercano con Donatello, trabaja en un retromutageno con él y luego lo acompaña a través del Asilo Arkham.
2019. Batman: Silencio: Peyton R. List interpreta a Barbara Gordon / Batgirl en la película animada Batman: Silencio.

### Videojuegos
2001. Batman: Vengeance: En este videojuego inspirado en la serie animada Las nuevas aventuras de Batman Batgirl aparece como la ayudante de Batman acompañandolo en algunos niveles del juego y dándole información desde la Batonda.
2003. Batman: Rise of Sin Tzu: Este videojuego es la secuela de Batman Vengeance. Batgirl aparece como uno de los personajes jugables de la historia aunque en las escenas cinemáticas solo aparece Batman independientemente de que se juegue con otro personaje.
2009. Batman: Arkham Asylum (videojuego): Aparece también en el videojuego Batman: Arkham Asylum (2009), como Oráculo, siendo dentro del juego una voz en off que va ayudando a Batman en determinados momentos. Su aparición física la hace en los siguientes Batman: Arkham Origins y Batman: Arkham Knight. En este último aparece en sus dos roles: como Oráculo en la aventura principal, siendo soporte de información para Batman en la Torre del Reloj y como Batichica en un capítulo DLC donde debe derrotar al Guasón con ayuda de Robin (Tim Drake).
2011. DC Universe Online (videojuego): En el popular videojuego DC Universe Online, aparece como Oráculo siendo uno de los principales personajes de este juego al ser ella quien te guía en el modo de héroe
2013. Injustice: Gods Among Us (videojuego): Aparece nuevamente interpretando el papel de Batgirl como personaje jugable en el videojuego Injustice: Gods Among Us como un personaje DLC.